# Sander van Looy
Sander van Looy, född 29 maj 1997 i Epe, är en nederländsk fotbollsspelare. 

## Karriär
I januari 2020 värvades van Looy av Falkenbergs FF, där han skrev på ett tvåårskontrakt. Under vintern 2021 bröt van Looy sitt kontrakt i Falkenberg.